# Gachalá (ort i Colombia)
Gachalá är en ort i Colombia.   Den ligger i departementet Cundinamarca, i den centrala delen av landet, 60 km öster om huvudstaden Bogotá. Gachalá ligger 1 729 meter över havet och antalet invånare är 1 661. Den ligger vid sjön Embalse del Guavio.
Terrängen runt Gachalá är bergig västerut, men österut är den kuperad. Gachalá ligger nere i en dal. Runt Gachalá är det glesbefolkat, med 13 invånare per kvadratkilometer. Närmaste större samhälle är Gachetá, 19,0 km nordväst om Gachalá. I omgivningarna runt Gachalá växer i huvudsak städsegrön lövskog.